# Adalberto Pereira dos Santos
Adalberto Pereira dos Santos (Taquara, 11 d'abril de 1905 — Rio de Janeiro, 2 d'abril de 1984) va ser un general i polític brasiler. Va ser vicepresident de Brasil durant el mandat del general Ernesto Geisel (1974-1979), al règim militar del país.